# Mishima, Shizuoka
För andra betydelser, se Mishima (olika betydelser).
Mishima (japanska: 三島市   ?, Mishima-shi) är en stad i Shizuoka prefektur i Japan. Staden fick stadsrättigheter 1941.

## Kommunikationer
Mishima station ligger på Tōkaidō Shinkansen-linjen som ger staden förbindelse med höghastighetståg till Tokyo och Nagoya - Shin-Ōsaka (Osaka).